# 前田タクシー (長崎県)
有限会社前田タクシー（まえだタクシー）は、かつて長崎県雲仙市愛野町に本社を置いていたタクシー、バス事業者である。
タクシー、貸切バス事業のほか、雲仙市内で乗合バスを運行していた。
2010-2011年頃に廃業した。

## 沿革
- 2007年4月1日 - 雲仙市乗合タクシー山領線運行開始。
- 2010年-2011年頃 - 廃業。

## 貸切バス
- 2009年11月の時点では、中型バス1台、小型バス3台を保有していた[1]。

## 乗合バス
- 雲仙市の「雲仙市乗合タクシー」のうち、山領線の運行を担当していた。 ※詳細は『雲仙市乗合タクシー』の項を参照
  - 雲仙市の制度[2]上「乗合タクシー」を名乗っているが、前田タクシー担当路線は車両定員11人以上のバス車両で運行しており、乗合バスに該当していた。